# Rewan Amin
Rewan Amin, född 8 januari 1996 i Duhok, är en nederländsk-irakisk fotbollsspelare med kurdisk härkomst som spelar för Dalkurd FF.

## Karriär

### Tidig karriär
Amin föddes i Dahuk, Irak. Som treåring flydde hans familj från Irak och kom till Leeuwarden, Nederländerna. Som sexåring började Amin spela fotboll i den lokala klubben LAC Frisia 1883. Som 12-åring gick han över till SC Heerenveen. Det blev inget spel i A-laget för Amin utan främst spel för Heerenveens reservlag.

### Dalkurd FF
I februari 2017 värvades Amin av Dalkurd FF, där han skrev på ett treårskontrakt. Amin debuterade i Superettan den 1 april 2017 i en 0–0-match mot IF Brommapojkarna, där han byttes in i halvlek mot Alex DeJohn.

### Östersunds FK
Den 11 augusti 2018 värvades Amin av Östersunds FK, där han skrev på ett 3,5-årskontrakt. I augusti 2020 råkade Amin ut för en korsbandsskada, vilket gjorde att han missade resten av säsongen. Efter säsongen 2021 lämnade Amin klubben.

### Återkomst i Dalkurd FF
I januari 2022 blev Amin klar för en återkomst i Dalkurd FF.